# Achaemenides
Achaemenides was een gezel van Odysseus. Hij werd door deze op Sicilië achtergelaten toen hij vluchtte voor Polyphemus en later door Aeneas meegenomen.

## Antieke bronnen
- Virgilius, Aeneis III 614.
- Ovidius, Metamorphosen XIV 158.